# АГ-24
АГ-24, «Коммунист», А-2 — российская и советская подводная лодка проекта Holland-602L, изготовленная в Канаде и приобретённая для Черноморского флота Российской империи. Была достроена в 1921 году. Входила в состав Морских сил Чёрного моря, Черноморского флота ВМФ СССР, неоднократно переименовывалась. Приняла активное участие в Великой Отечественной войне на Чёрном море, затем использовалась как учебная.

## История строительства
Подводная лодка АГ-24 была построена в 1916 году для КВМФ Великобритании по проекту фирмы «Electric Boat» на судоверфи «Barnet Yard» в Ванкувере. 19 сентября (2 октября) 1916 года приобретена АО «Ноблесснер» по заказу Морведа России. В том же году в разобранном виде доставлена морским путём во Владивосток, а оттуда по железной дороге на завод «Наваль» в Николаеве для достройки. 21 августа (3 сентября) 1917 года зачислена в списки кораблей Черноморского флота, но не закладывалась, хранилась в запакованном виде, пока 22 ноября 1919 года не были начаты подготовительные работы к закладке корабля на стапеле. 1 июня 1920 года, после того, как в торжественной обстановке и в присутствии А. В. Луначарского была спущена на воду АГ-23, на стапеле была торжественно заложена подводная лодка АГ-24, получившая название «имени товарища Луначарского».
АГ-24 строилась под руководством инженера-механика Я. С. Солдатова, в числе участников строительства был будущий конструктор подводных лодок типа «Малютка» XII серии (проект 40) П. И. Сердюк. Из-за тяжёлых послевоенных условий АГ-24 получила лишь один перископ, установленный в Центральном посту и укороченный с 6 до 5,1 метра.
21 октября 1920 года лодка зачислена в списки кораблей Морских сил Чёрного моря, 2 апреля 1921 года спущена на воду, с мая по июль того же года прошла испытания, 16 июля на ней был поднят военно-морской флаг, а 22 июля 1921 года лодка вступила в строй.

## История службы

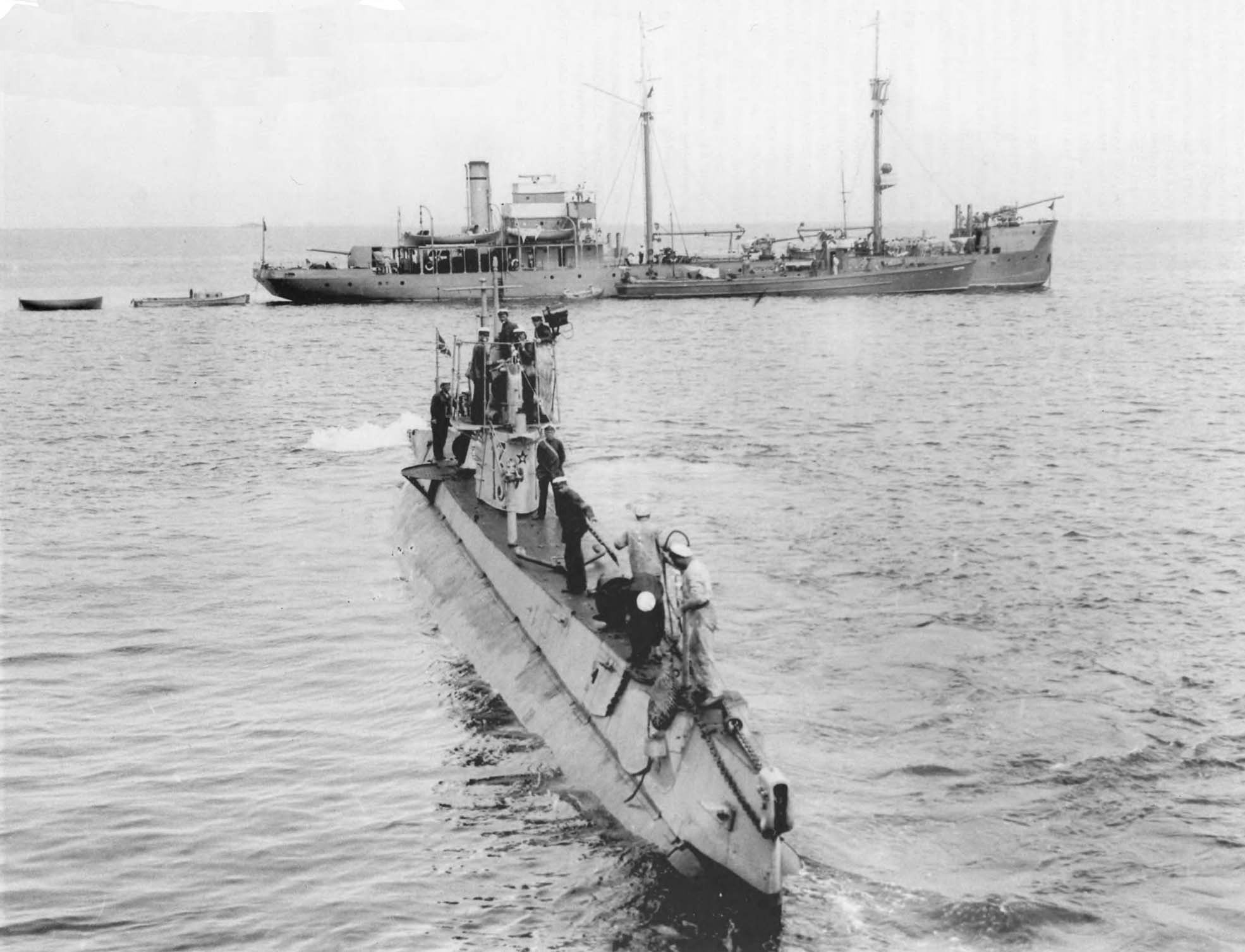
«Коммунист» и канонерская лодка «Красный Аджаристан» типа «Эльпидифор», между 1927 и 1932 годами

В августе 1921 года АГ-24 им. товарища Луначарского вместе с АГ-23 совершила учебный морской поход вдоль берегов Крыма и к западу от него, прошла 610 миль. 1 октября 1921 года получила название ПЛ-17, в ноябре совместно с ПЛ-16 сопровождала плавбазу подводных лодок «Георгий» с советской делегацией из Батуми в Турцию.
С июля 1922 года по февраль 1923 года семь раз использовалась для перевозки дипломатов и дипломатической почты на северное побережье Чёрного моря, в воюющую за независимость Турцию.
31 декабря 1922 года переименована в подводную лодку «Коммунист», продолжала нести бортовой номер 17, к лодке в качестве почётного краснофлотца был формально прикомандирован И. В. Сталин. В 1923 году «Коммунист» стал нести бортовой номер 3.
С 1923 по 1927 год «Коммунист» активно принимал участие в учениях и манёврах Черноморского флота, неоднократно посещал порты Крыма и побережья Кавказа. С 1927 года лодка получила бортовой номер 13. В 1927—1928 годах прошла капитальный ремонт и продолжила находиться в боевом составе и использоваться в учебных целях.

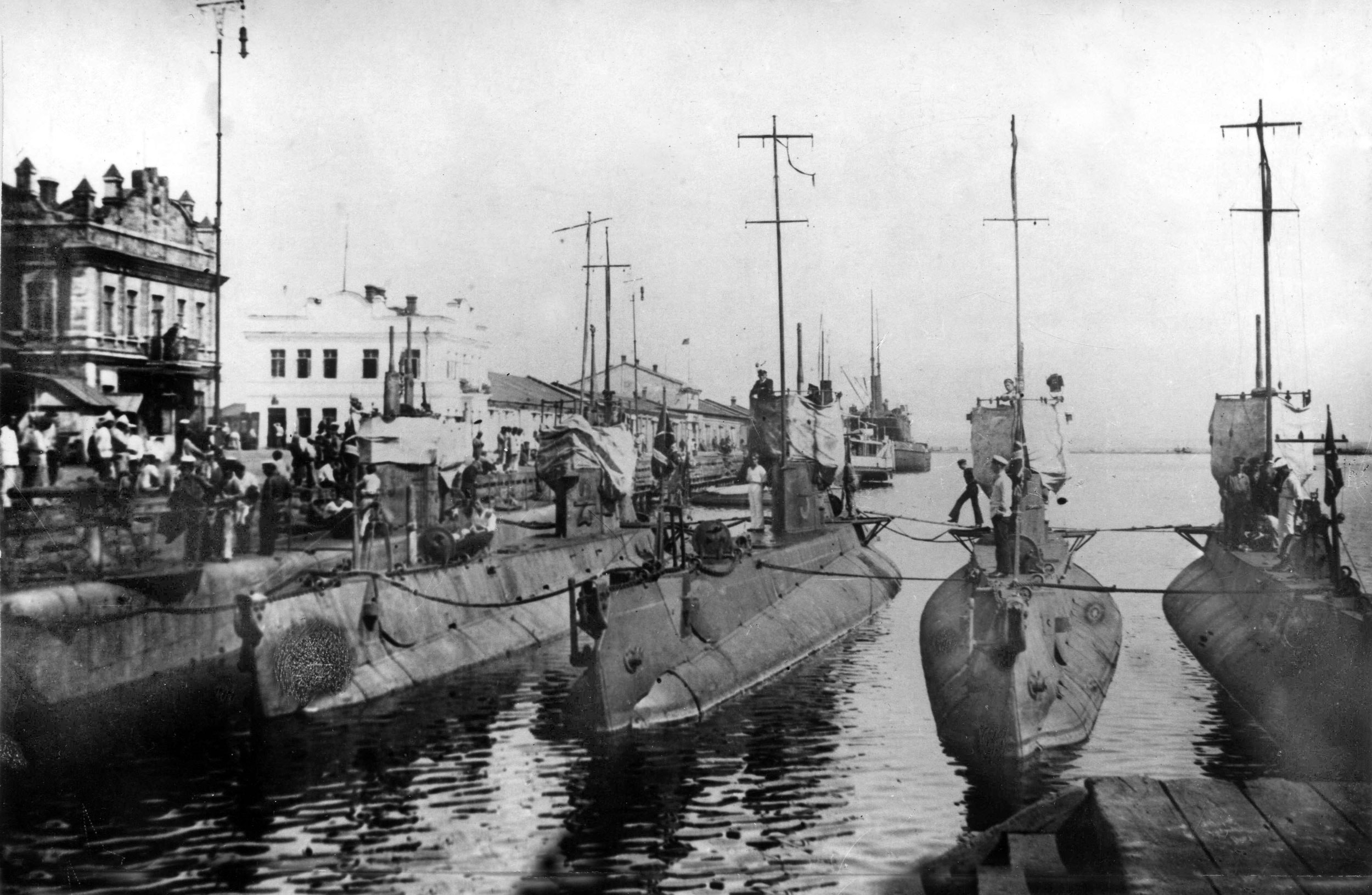
Дивизион подводных лодок в Одессе, 1930—1932 год. «Коммунист» — в центре, с бортовым номером 3

В январе 1930 года «Коммунист» участвовал в учениях по наведению подводных лодок самолётами на надводную цель. В мае-июне того же года подводные лодки «Коммунист» и «Политработник» совершили поход в северо-западной части Чёрного моря.
В октябре 1930 года «Коммунист» совместно с подводной лодкой «Шахтёр» нанёс визит в Стамбул.
С 3 февраля 1931 года в связи с началом службы подводных лодок типа «Декабрист» «Коммунист» вместе с остальными лодками типа «АГ» переформирован в состав 2-го дивизиона подводных лодок. В ноябре-декабре 1931 года дивизион совершил учебный поход вдоль восточного побережья Чёрного моря.
Летом 1932 года «Коммунист» получил бортовой номер 22, в 1932-33 годах лодка прошла очередной капитальный ремонт.
В 1933 году «Коммунист» совершил поход от Севастополя к Босфору и Одессе с целью проведения гравиметрических измерений. Находившийся на борту доцент МГУ Л. В. Сорокин сделал 20 измерений силы тяжести.
15 сентября 1934 года подводная лодка «Коммунист» была переименована в А-2.
В конце декабря 1935 года А-2 первой из подводных лодок Черноморского флота совершила поход на полную автономность, пробыв в море две недели и пройдя почти 1500 миль в надводном положении и более 100 миль под водой. За этот поход командир лодки И. А. Бурмистров был награждён наркомом обороны СССР К. Е. Ворошиловым именными золотыми часами.
С 1936 года 2-й дивизион переформирован в 21-й дивизион 2-й бригады подводных лодок с базированием на Каборгу.
С февраля 1939 по август 1941 года А-2 прошла очередной капитальный ремонт, в ходе которого, в частности получила 45-мм орудие 21-К вместо «Гочкиса». С апреля 1939 года 21-й дивизион лодок типа «А» переформирован в 24-й дивизион с базированием на Севастополь.

### Служба в годы Второй мировой войны
К началу Великой Отечественной войны А-2, как и остальные лодки данного типа, входила в состав 6-го дивизиона 2-й бригады подводных лодок Черноморского флота, базировавшемся на Поти. Лодка находилась в Севастополе, заканчивая капитальный ремонт. 15 августа 1941 года вошла в строй после ремонта, 18-20 августа перешла из Севастополя в Поти и приступила к несению боевой службы. Всего за 1941—1943 годы А-2 совершила 20 боевых походов, осуществила три торпедные атаки, каждая двумя торпедами. В результате достоверно потоплена одна немецкая быстроходная десантная баржа F-437.
В конце 1943 года А-2 встала на ремонт, который закончился в июле 1944 года, однако 27 сентября на рейде Батуми лодка попала в противолодочную сеть и получила повреждения, потребовавшие полугодового ремонта. По его окончании война на Чёрном море уже завершилась.

### Послевоенная служба
Вернувшаяся в строй в марте 1945 года А-2 использовалась в учебных целях, находилась в строю до 1947 года, в дальнейшем служила плавучей зарядовой станцией. В мае 1949 года стояла в парадном строю кораблей на рейде Севастополя. 16 июня 1949 года А-2 получила название М-52, 28 ноября 1950 года исключена из состава флота и отправлена на утилизацию.

## Командиры
- 1920—1926: Г. А. Шредер
- 1926—1928: К. О. Осипов
- 1929—1930: Б. С. Сластников
- 1930: И. Д. Кулишов
- 1931 И. А. Рублевский
- 1931—1933: А. С. Фролов
- 1933—1934: Н. В. Тишкин
- 1935—1936: И. А. Бурмистров
- 1936—1937: Б. А. Успенский
- 1937—1939: М. И. Никифоров

И. А. Бурмистров в конце 1930-х годов

- 1939—1942: Константин Иванович Чебышев, снят с должности, отправлен рядовым в штрафбат, затем восстановлен в звании, командовал батальоном морской пехоты, погиб в 1943 году на Малой земле[3].
- 1942—1945: Бенцион Соломонович Буянский
- 1945—1947: Н. П. Малов
- 1948—1949: А. П. Касаткин